# Корпуса
Корпуса — деревня в городском округе Лосино-Петровский Московской области России, входит в состав городского округа Лосино-Петровский.
Деревня расположена у устья реки Вори, в 3 километрах от города Лосино-Петровский.
В деревне расположены следующие улицы: Березовая, Глинки, Заречная, Калинина, Ленина, Лесная, Молодёжная, Октябрьская, Первомайская, Санаторская, микрорайон Солнечный, Спортивный проезд, Строителей и Юности, а также ГСК «Луч» и территория дома отдыха «Монино», к ней также приписано 1 садоводческое товарищество (СНТ).
В деревне находится конечная остановка автобуса №32, идущего от станции Монино через Лосино-Петровский.

## Население
| 1852 | 1859  | 1869 | 1886 | 1899 | 1926 | 2002 |
| ---- | ----- | ---- | ---- | ---- | ---- | ---- |
| 687  | ↗782  | ↘696 | ↗732 | ↘331 | ↘254 | ↗726 |
| 2006 | 2010  |      |      |      |      |      |
| ↗783 | ↗1130 |      |      |      |      |      |

## История
По местному преданию, деревня возникла на базе каменного строения команды, охраняющей усадьбу Глинки и другие владения Якова Александровича Брюса. Это здание носило название Корпус. Более аргументировано мнение Александра Николаевича Филимона, директора музея Якова Вилимовича Брюса в Глинках, что для переселенцев из других своих владений Брюсы поставили казармы («Корпуса») за Ворей, от них и прозвище всей расселившейся домами деревни.
В середине XIX века деревня Корпусы относилось ко 2-му стану Богородского уезда Московской губернии и принадлежала коллежскому асессору Михаилу Васильевичу Гурьеву. В деревне было 110 дворов, крестьян 336 душ мужского пола и 351 душа женского. Рядом находился погост Глинково с писчебумажной и бумагопрядильной фабриками купца Усачева.
В «Списке населённых мест» 1862 года — владельческая деревня 2-го стана Богородского уезда Московской губернии на Мало-Черноголовском тракте (между Стромынским трактом и Владимирским шоссе), в 15 верстах от уездного города и 8 верстах от становой квартиры, при реке Воре, со 100 дворами и 782 жителями (387 мужчин, 395 женщин). По левую сторону от тракта показан погост Глинки (Глинково, Богословское, Брюсово), с 10 дворами, 76 жителями (35 мужчин, 41 женщина) и фабрикой на Глинковской мызе.
По данным на 1869 год Корпуса — деревня Осеевской волости 3-го стана Богородского уезда со 116 дворами, 83 деревянными домами и 696 жителями (337 мужчин, 359 женщин), из них 30 грамотных мужчин и 3 женщины. Имелось 18 лошадей, 49 единиц рогатого скота и 18 единиц мелкого, земли было 349 десятин и 1792 сажени. В деревне было 2 мелочные лавки, питейный дом, трактир и харчевня. 
Рядом, на погосте, находилась каменная церковь Иоанна Богослова с приделом св. Александра Невского, построенная в 1756 году. На погосте было 7 дворов, 8 деревянных домов и 23 жителя (9 мужчин и 14 женщин), из них 8 грамотных мужчин и 9 женщин. Имелась 1 лошадь, 3 единицы рогатого скота и 4 единицы мелкого. Количество земли составляло 33 десятины и 2274 сажени, из них 17 десятин пахотной.
При погосте была Глинковская мыза, в которой жило 750 жителей (457 мужчин и 293 женщины), из них 169 грамотных мужчин и 8 женщин, была бумагопрядильная фабрика и больница на 10 кроватей.
В 1886 году — 68 дворов, 732 жителя и 3 лавки.
В 1913 году в деревне Корпусы 71 двор и фабрика В. В. Аверьянова. При погосте — богадельня Колесовой и церковно-приходская школа.
По материалам Всесоюзной переписи населения 1926 года Корпуса — деревня Корпусного сельсовета Щёлковской волости Московского уезда в 8 км от Анискинского шоссе и в 2 км от станции Монино Северной железной дороги, проживало 254 жителя (120 мужчин, 134 женщины) в 59 крестьянских хозяйствах. К Корпусному сельсовету относился также совхоз Глинки с 33 жителями (19 мужчин, 14 женщин).
В 1994–2006 годах деревня относилась к Осеевскому сельскому округу.
В 2006-2018 годах деревня входила в состав городского поселения Свердловский.
С 2018 года входит в состав городского округа Лосино-Петровский.

## Русская православная церковь
Церковь Иоанна Богослова. Кирпичный храм сооружён в 1753-1757 годах. Закрыт в 1934, капитально перестроен и занят корпусом санатория. В настоящее время здание полуразрушено.
В 2009 году рядом с руинами храма сооружена небольшая деревянная церковь Иоанна Богослова.